# Болотово (Дорогобужский район)
Боло́тово — Деревня в Дорогобужском районе Смоленской области России.
Входит в состав Слойковского сельского поселения.
Население — 4 жителя (2011 год).
Расположена в центральной части области в 9 км к юго-западу от Дорогобужа, в 7 км южнее автодороги Р134 «Старая Смоленская дорога». В 25 км севернее от деревни находится железнодорожная станция Максимово на линии Москва-Минск.
Рядом с деревней расположена верхняя точка Ельнинской возвышенности — холм высотой в 274,4 метра.

## История
В годы Великой Отечественной войны деревня была оккупирована гитлеровскими войсками в октябре 1941 года, освобождена в сентябре 1943 года.
Известно, что в Болотово с 1790-х по 1920-е действовал православный храм.
В советское время работала начальная школа.
| 1859 | 1924 | 1980-е | 2007 | 2011 |
| ---- | ---- | ------ | ---- | ---- |
| 155  | 53   | 20     | 4    | 4    |